# Gymnosoma dolycoridis
Gymnosoma dolycoridis är en tvåvingeart som beskrevs av Dupuis 1961. Gymnosoma dolycoridis ingår i släktet Gymnosoma och familjen parasitflugor. Arten är reproducerande i Sverige. Inga underarter finns listade i Catalogue of Life.